# Dunajská Streda
Dunajská Streda (nombre oficial en eslovaco; Dunaszerdahely en húngaro) es la capital del distrito de Dunajská Streda en la región de Trnava, Eslovaquia, con una población estimada a final del año 2024 de 22 826 habitantes.
Se encuentra ubicada al sur de la región, cerca de los ríos Danubio y Váh, y de la frontera con Hungría y la región de Bratislava.
Según la evidencia arqueológica, el territorio estuvo habitado en el período Neolítico, Bronce, Romano y Gran Moravo. La región fue parte del estado húngaro emergente desde el siglo X.
Durante la Edad Media y Moderna, el asentamiento era una pequeña ciudad comercial ubicada en la parte sur del condado de Pozsony. También funcionó como centro comercial y administrativo de los pueblos vecinos. Después de 1808, después de 1854 y en 1960 se fusionó con varios asentamientos más pequeños.
La primera descripción detallada de la ciudad proviene de una carta del rey Carlos I de Hungría de 1341 cuando el rey entregó la propiedad de Pókafölde a comes Tamás. A mediados del siglo XV, Szerdahely se convirtió en un oppidum o ciudad comercial. El primer reclutamiento de la población se produjo en 1574 (26 familias reales de servidumbre y 3 familias nobles). La próxima conscripción en 1646 indica que la mayoría de los ciudadanos eran artesanos. La ciudad estuvo bajo la jurisdicción feudal de la familia Pálffy entre 1600 y 1848. Muchos judíos llegaron en el siglo XVIII. En 1880, la ciudad tenía 4182 habitantes, de los cuales 3531 (84,43 %) eran húngaros y 416 (9,95 %) alemanes. Por lengua materna. El número de la población judía era 1874 (44,81 %). En 1910, había 4.679 (98,26%) hablantes de húngaro (por lengua materna) de una población total de 4.762. En 1930, la ciudad tenía 5.706 habitantes, incluidos 2.944 (51,6%) húngaros, 2.186 (38,31%) judíos (en su mayoría de habla húngara) y 503 (8,82%) eslovacos. Según el censo de 2021, 16.577 húngaros, 4.386 eslovacos, 108 checos, 87 romaníes , 31 rusos , 30 vietnamitas y 29 ucranianos viven en la ciudad, lo que significa una mayoría húngara de más del 70%, la segunda población húngara más alta entre los municipios eslovacos. (después de liderar a Komárnocon 17.696 húngaros étnicos).

### Después de la Primera Guerra Mundial
En 1919 la ciudad pasó a formar parte de Checoslovaquia. Fue cedido a Hungría una vez más por el Primer Arbitraje de Viena en 1938, pero fue devuelto a Checoslovaquia en 1945 después de la Segunda Guerra Mundial. El 15 de junio de 1944, 2970 judíos de Dunajska Streda y alrededores fueron enviados en un transporte a Auschwitz.2
En enero de 1941, en el último censo nacional realizado en Hungría antes de la ocupación alemana, había 2.645 residentes judíos en Dunaszerdahely y su proporción en la población era de alrededor del cuarenta por ciento. La mayoría de ellos eran comerciantes y artesanos y algunos de ellos eran dueños de fábricas. Los dos bancos que operaban en el pueblo también eran propiedad de judíos. La comunidad judía del pueblo pertenecía a la corriente ortodoxa. La comunidad contaba con una escuela primaria judía y Talmud Torá, así como varias asociaciones religiosas y sociales. Durante varios años entre las dos guerras mundiales, el líder local del partido judío se desempeñó como teniente de alcalde. En 1920, Agudath Israel estableció una sucursal en la ciudad y en 1935 se organizó un campo de entrenamiento sionista en una granja cercana.
Dunaszerdahely, que hasta la Primera Guerra Mundial formaba parte de Hungría, fue anexada a Checoslovaquia después. Tras el Primer Arbitraje de Viena en noviembre de 1938, la ciudad volvió a la soberanía húngara. El 4 de noviembre de 1938, las fuerzas checoslovacas lo abandonaron, y esa noche los eslovacos declararon a los judíos con ciudadanía húngara "apátridas". Estos judíos se concentraron en Bratislava y Trnava en Eslovaquia y asentamientos cercanos, y desde allí fueron llevados en autobús a Dunaszerdahely. El 6 de noviembre de 1938, el ejército húngaro entró en la ciudad. Después de unos días, los gendarmes húngaros arrestaron a los judíos polacos, rusos y de los Cárpatos, tanto a los que eran súbditos de Checoslovaquia como a los que no lo eran, así como a los judíos que tenían dos ciudadanías: húngara y checoslovaca. Estos grupos, varios cientos de judíos en total, fueron deportados a través de la nueva frontera entre Hungría y Eslovaquia, donde fueron concentrados en campamentos y alojados en tiendas de campaña en el frío invernal. Aproximadamente un mes después, los húngaros permitieron que los judíos deportados regresaran a sus hogares. Sin embargo, los judíos con ciudadanía extranjera permanecieron sujetos a una estrecha vigilancia policial, se les negó la libertad de movimiento y luego fueron los primeros en ser asesinados en la masacre de 1941 en Kamenets-Podolsk.
En 1940, muchos judíos fueron reclutados para trabajos forzados en el ejército húngaro. Para albergar a los trabajadores forzados, el ejército confiscó edificios propiedad de la comunidad judía, incluida la escuela y el Torah Talmud.
Durante la deportación de los judíos de Eslovaquia (que comenzó en 1942), Donsardhi se convirtió en una de las estaciones de tránsito para los refugiados judíos que escapaban de ella. Aquí recibieron documentos falsificados y ayuda para encontrar escondites en Hungría.
El ejército alemán ocupó Hungría el 19 de marzo de 1944 y el 21 de marzo unidades de las SS entraron en Dunsardy, dispersaron las instituciones de la comunidad judía y ordenaron el establecimiento de un consejo judío en la ciudad encabezado por Joseph Wetzler Jr. El 2 de abril de 1944, se contaron dos mil judíos con la comunidad ortodoxa de Dunsardhi.
La administración húngara permaneció intacta incluso después de la ocupación, y los judíos fueron concentrados en guetos y deportados según las órdenes e instrucciones de las autoridades centrales y locales húngaras. El 10 de mayo de 1944 se publicó el decreto sobre el establecimiento de un gueto en Dunsardhi. Para ello se destinaron y demarcaron tres calles. Además de los judíos de la ciudad, los judíos de 72 asentamientos en el distrito de Comrum también fueron concentrados en el gueto y alojados en la Gran Sinagoga. Los oficiales de policía Erno Barki y Jeno Benko torturaron a los residentes del gueto en un intento de encontrar objetos de valor escondidos.
El 5 de junio de 1944, los hombres judíos fueron reclutados para el servicio de trabajos forzados, y solo las mujeres, los niños y los ancianos permanecieron en el gueto.
En la mañana del 8 de junio de 1944, el Consejo Judío recibió la orden de evacuar el gueto y todos sus residentes fueron obligados a trasladarse inmediatamente a la Gran Sinagoga y los edificios adyacentes. Una semana después fueron deportados a Auschwitz en dos transportes que partieron de allí el 13 y 15 de junio de 1944.
En 1947-1948, una parte de la población húngara de la ciudad fue expulsada a Hungría de acuerdo con las políticas de Checoslovaquia basadas en la culpa colectiva y más tarde por el intercambio de población checoslovaco-húngaro . Estas personas también tenían su ciudadanía checoslovaca y todas sus propiedades y bienes muebles confiscados por el estado checoslovaco.3

### Después de la Segunda Guerra Mundial
Durante la era comunista, la ciudad experimentó una rápida modernización e industrialización, que ha dejado más del 85% del centro histórico de la ciudad demolido y reemplazado por edificios de hormigón social-realistas típicos de la época. Esto también ha provocado que la ciudad pierda su carácter anterior. En la década de 1990, el centro de la ciudad fue totalmente reconstruido y revitalizado según los planos de Imre Makovecz, un arquitecto húngaro de la escuela "orgánica". Hoy en día, es uno de los centros de la comunidad nacional húngara en Eslovaquia y es la ciudad de más rápido crecimiento del sur de Eslovaquia.2

## Demografía
| Año        | 1994   | 2004    | 2014    | 2024    |
| ---------- | ------ | ------- | ------- | ------- |
| Población  | 23 797 | 23 562  | 22 553  | 22 826  |
| Diferencia |        | −0,98 % | −4,28 % | +1,21 % |

| Año        | 2023   | 2024    |
| ---------- | ------ | ------- |
| Población  | 22 892 | 22 826  |
| Diferencia |        | −0,28 % |